# Ricardo Herraiz Esteve
Ricardo Herráiz Esteve fue un policía y funcionario español, que llegó a ocupar el cargo de director general de Seguridad.

## Biografía
Llegó a ser miembro de la policía —dentro del Cuerpo de Vigilancia—, aunque se separó del cuerpo voluntariamente en 1923. En mayo de 1931 fue nombrado jefe superior de Policía en Madrid, poco después de haberse producido los sucesos luctuosos relacionados con la quema de conventos. A finales de ese año fue nombrado director general de Seguridad, al parecer por recomendación del ministro socialista Indalecio Prieto. Sin embargo, estuvo poco tiempo en el cargo. En la primavera de 1932 fue sustituido por el capitán Arturo Menéndez López, en parte por la gestión que Herráiz hizo durante la llamada Revuelta del Alto Llobregat que tuvo lugar a comienzos de año. En plena Guerra civil se exilió de España. Durante algún tiempo se creyó erróneamente que Herráiz fue fusilado tras regresar a Madrid en los años de posguerra, a pesar de que Ramón Serrano Suñer le habría autorizado por carta —en julio de 1939— a regresar a España sin mayores percances.